# 东黄城墓群
东黄城墓群，位于中国河北省衡水市东黄城村，为衡水市安平县的一个省级文物保护单位，类型为古墓葬，公布时间为2001年2月7日。
东黄城墓群的历史年代为汉代。